# شوشه غورين
شوشه غورين (بالعبرية: שושה גורן‏) هي ممثلة إسرائيلية، ولدت في 1943.

## وصلات خارجية
- شوشه غورين على موقع IMDb (الإنجليزية)
- شوشه غورين على موقع ألو سيني (الفرنسية)
- شوشه غورين على موقع أول موفي (الإنجليزية)
- شوشه غورين على موقع قاعدة بيانات الفيلم (الإنجليزية)
- شوشه غورين على موقع كينوبويسك (الروسية)